# Армянское копьё
Армя́нское копьё — артефакт, претендующий называться «Копьём Лонгина» (Копьём Судьбы), христианская реликвия, которая с XIII века хранится в городе Вагаршапате в сокровищнице Эчмиадзинского монастыря. До этого копьё находилось в Гегардаванке (в переводе с армянского — Монастырь копья), куда было принесено, по преданию, апостолом Фаддеем. Затем реликвию перенесли в храм в Эчмиадзине. Представители Армянской апостольской церкви не подвергают никаким сомнениям подлинность копья. В ответ на предложение учёных исследовать его подлинность, Католикос всех армян Вазген I ответил: «Вы можете использовать копьё для того, чтобы удостовериться в подлинности вашего оборудования, а мы не нуждаемся в доказательстве подлинности копья».
Однако некоторые исследователи полагают, что внешний вид армянского копья полностью совпадает с описанием копья, найденного крестьянином Петром Варфоломеем во время Первого крестового похода. После изнурительной восьмимесячной осады крестоносная армия Готфрида Бульонского в январе 1098 года захватила Антиохию — один из крупнейших городов мира того времени, стоявший на пути в Иерусалим. Но через четыре дня к стенам Антиохии прибыла мусульманская армия под предводительством мосульского атабека Кербоги и, в свою очередь, осадила город. Положение осаждённых христиан было критическим — в городе закончилось продовольствие и начался голод. Армия крестоносцев была полностью деморализована. Предводители войска вступили в переговоры с мусульманами, чтобы им дали возможность покинуть город и вернуться на родину. Тогда провансальский крестьянин Петр Варфоломей объявил, что ему во сне пять раз явился апостол Андрей и сообщил, что в храме святого Петра зарыто копьё, которым римский сотник Лонгин пронзил бок Христа. Апостол якобы пообещал, что если крестоносцы найдут это копьё, они разгромят мусульман. Папский легат Адемар Монтейльский, епископ Ле-Пюи, скептически отнёсся к рассказам о сокрытом в городе копье, так как ранее видел эту реликвию в Константинополе. Тем не менее предводители крестоносцев поверили в эту историю, и 14 июня 1098 года 12 человек принялись копать в указанном Петром Варфоломеем месте и нашли копьё. Находка так воодушевила крестоносцев, что они в тот же день вышли из города и разбили многократно превосходившую их армию Кербоги. Западный хронист Рауль Канский прямо отмечает, что копьё предварительно спрятал сам Пётр Варфоломей.
Итальянский средневековый историк Одорико Райнальди, а также другие исследователи полагают, что поздне́е копьё попало в руки турок, а затем оказалось в Армении. По форме армянское копьё соответствует не римским копьям начала I века, а средневековому навершию знамени или штандарта. По всей видимости, до обнаружения Петром Варфоломеем это копьё почиталось как орудие, которым бейрутские иудеи в 765 году якобы пронзили икону Христа, и из неё потекли кровь и вода.